# Rhenium(IV)-chlorid
Rhenium(IV)-chlorid ist eine anorganische chemische Verbindung des Rheniums aus der Gruppe der Chloride.

## Gewinnung und Darstellung
β-Rhenium(IV)-chlorid kann durch Reaktion von Rhenium(V)-chlorid mit Antimon(III)-chlorid oder Rhenium(III)-chlorid bei 300 °C gewonnen werden.
{\displaystyle {\ce {2ReCl5 + SbCl3 -> 2ReCl4 + SbCl5}}}
γ-Rhenium(IV)-chlorid kann durch Reaktion von Rhenium(V)-chlorid mit Tetrachlorethen bei 120 °C gewonnen werden.
{\displaystyle {\ce {2ReCl5 + C2Cl4 -> 2ReCl4 + C2Cl6}}}

## Eigenschaften
β-Rhenium(IV)-chlorid ist ein schwarzes Pulver. An trockener Luft ist es beständig, an feuchter Luft und mit Wasser erfolgt Hydrolyse. Es besitzt eine monokline Kristallstruktur mit der Raumgruppe P2/c (Raumgruppen-Nr. 13) und den Gitterparametern a = 636,2 pm, b = 627,3 pm, c = 1216,5 pm und β = 93,15°. Die Kristallstruktur besteht aus verknüpften Re2Cl9-Baugruppen. Es ist unlöslich in Acetonitril, Tetrahydrofuran, Benzol und Tetrachlorkohlenstoff. In Methanol, Ethanol, Aceton und Dimethylsulfoxid ist es langsam löslich mit anschließender Zersetzung. Es ist löslich in Salzsäure mit blauer Farbe und zerfällt unter Stickstoff bei 300 °C in Rhenium(III)-chlorid und Rhenium(V)-chlorid.
γ-Rhenium(IV)-chlorid ist ein braunes Pulver mit monokliner Kristallstruktur (a = 1843 pm, b = 627 pm, c = 1817 pm, β = 104,0°). An trockener Luft ist es beständig, an feuchter Luft und mit Wasser erfolgt ebenfalls Hydrolyse. Es ist unlöslich in Benzol und Tetrachlorkohlenstoff, aber löslich in Aceton, Tetrahydrofuran und Acetonitril mit grüner Farbe.
Die durch Umsetzung einer Rhenium(IV)-oxid-Lösung mit Thionylchlorid erhältliche α-Modifikation ist schlecht charakterisiert und stets unrein.